# Gekko palawanensis
Gekko palawanensis — вид ящірок родини геконові (Gekkonidae).

## Опис
Це найменший представник роду; максимальна довжина тіла самця сягає 6,6 см, самиці —6,2 см.

## Поширення
Вид є ендеміком філіппінського острова Палаван та кількох дрібних островів Думаран, Бусуанга, Калавіт та Куліон.